# Maurice Delannoy
Maurice Delannoy fue un escultor, grabador de medallas y monedas francés, nacido el 11 de marzo de 1885 en París y fallecido el año 1972 en la misma ciudad.

## Datos biográficos
Fue alumno de Charles Valton (1851-1918) y de Jules Édouard Roiné (1857-1916).
Miembro de la Société des artistes français, recibió una medalla de primera clase en 1931.
Obras
Tres de sus medallas se encuentran en el Musée d'Orsay de Paris : las dedicadas a Maurice Barrès, Saint François d'Assise y Diane. Igualmente grabó una medalla dedicada a Maurice Barrès y una medalla de la Assistance publique.
En el cementerio de Passy, existe un medallón , retrato de perfil en bronce, dedicado a un hombre del que solo se identifica el apellido familiar: Decoisy.